# 魂を投げろ
『魂を投げろ』（たまをなげろ）は、1935年（昭和10年）9月26日公開の日本映画。現存する原節子の出演映画の中で最古の作品と言われる。2011年4月18日発売の『新潮45』（新潮社）5月号の付録としてDVD化された。

## 概要
原作は飛田穂洲の短編小説を数本寄り合わせたもの（「魂を投げろ」のタイトルの飛田の小説があるが、内容は全くの別物。監督は原のデビュー作『ためらふ勿れ若人よ』の田口哲。上映時間は約1時間。サウンド版で制作されているが、現存するフィルムは前半と後半が欠落した30分ほどで、音声も失われている。

## スタッフ
- 監督 : 田口哲
- 原作 : 飛田穂洲
- 脚色 : 玉川映二
- 撮影 : 福田寅次郎
- 制作 : 日活多摩川撮影所

## キャスト
- 伊澤 - 伊沢一郎
- 早崎 - 中村英雄
- 女学生 - 和歌浦小浪
- 女学生 - 原節子
- 女学生 - 田村芙紗子
- 中学生 - 名取功男
- 中学生 - 正邦乙彦
- 応援団長 - 松本秀太郎
- 伊澤の父 - 東勇路
- 早崎の姉 - 黒田記代
- 先輩の大学生 - 大島屯
- 床屋の親爺 - 星ひかる

## 発掘の経緯
1995年頃、プラネット映画資料図書館を主宰する安井喜雄の元に古い百本ほどのフィルムが届けられ、その中に表書きのないフィルムが混ざっていた。最初と最後の欠落したフィルムの話の筋に合う映画を探した結果、『魂を投げろ』だとわかったという
その後カビが生えて損傷の激しかったフィルムを修復、2002年と2008年に上映を行っている。ただし、両方とも見たのは30人程度だったという。